# Xylota satyrus
Xylota satyrus är en tvåvingeart som först beskrevs av Keiser 1971.  Xylota satyrus ingår i släktet vedblomflugor, och familjen blomflugor.
Artens utbredningsområde är Madagaskar. Inga underarter finns listade i Catalogue of Life.